# Neostylopyga rufescens
Neostylopyga rufescens es una especie de cucaracha del género Neostylopyga, familia Blattidae.